# Процена утицаја на животну средину
Процена утицаја на животну средину (енгл. environmental impact assessment, EIA) има важну улогу у одржавању равнотеже између развојног процеса и заштите животне средине. Одрживи развој развојног процеса кроз један предложени пројекат захтева различите припреме пре имплементације. Један од најважнијих аспеката који треба имати на уму пре него што се изврши било који пројекат је да треба да буде еколошки одрживи и социјално прихватљив. To захтева правилно планирање, пројектовање и извршење предложеног пројекта с обзиром на еколошке, социјалне и економске аспекте. Процена утицаја на животну средину (EIA) је ефикасан менаџерски алат за процену еколошких питања у развојном процесу да би се одржавала у јавном интересу. EIA процењује позитивне и негативне аспекте предложеног пројекта на животну средину, а потом одлучује да ли пројекат треба да се изврши или не.

## Дефиниција
Према дефиницији Међународне асоцијације за процену утицаја (International Association for Impact Assessment (IАIА)), процена утицаја је „процес идентификације, предвиђање процене и ублажавање биофизичких, социјалних и других релевантних ефеката развојних предлога које се предузимају пре доношења важних одлука. "
Штавише, EIA не укључује неке унапред одређене резултате смерница животне средине, али укључује (подразумева) да доносиоци одлука опишу еколошке вредности и оправдају одлуке у складу са тим, на основу еколошких студија и јавног добра, као и да се објасне предности и мане предложеног пројекта на животну средину.
Имајући у виду током развојне активности у области, Влада је покренула неколико политика, како би процес био јасан у погледу секторских смерница, поједностављивање процедура, укључивање заинтересованих страна кроз јавне расправе, редовним састанцима стручних комисија итд да би развојни процесс био одржив, као и еколошки.

## Методе
За ношење EIA се користи неколико метода, од којих су неке специфичне а неке су генеричке:
- Индустријски производи: У случају индустријских производа EIA се обавља помоћу еколошке анализе животног циклуса (Life Cycle Analysis (LCA)) у циљу процене утицаја на животну средину. У овом процесу, посебња пажња се стављa на технолошке активности, распоређене у свакој фази производње, укључујући вађење сировине и помоћних материјала, опреме и коначног исхода материјала у производу.
- Генетички модификоване биљке: У овом случају постоје неке специфичне методе за EIA, као што су GMP-RAM,INOVA, итд.
- Фази аритметика: У процесу EIA неки специфични параметри и променљиве су потребне да се мере у циљу процене вредности индикатора утицаја. Иако, није могућe измерити сваку особину, али добијање информација од сличних (стручни критеријуми), осетљивост погођених утицаја на животну средину.

## Завршни корак
Завршни корак EIA је праћен проверама, које процењују ефикасност EIA упоређивањем стварног утицаја и предвиђеног утицаја.

## Закључак
EIA је настао као главно средство за заштиту животне средине у последњих неколико година због растућe забринутости деградирајућих еколошких стандарда. Раније, добијање одобрења за животну средину је само административна формалност, али уз све већи број развојних пројеката и за ублажавање њихових негативних ефеката на животну средину, EIA је обавезна (направљена) за 30 развојних категорија у различитим секторима, који укључују индустрију, топлотну енергију, рударство и нуклеарну енергију.